# Estrildidae
Estrildidae é uma família de pássaros canoros endêmicos dos trópicos do Velho Mundo e subtrópicos do Novo Mundo, embora também presentes por introdução artificial em outras regiões. Estrildídeos compõe um clado bem homogêneo de pequenos pássaros granívoros, usualmente com plumagem de matiz de cores brilhantes.

## Subdivisão
Esta família é subdivida em 3 subfamílias: Estrildinae, endêmicos da África; Poephilinae, endêmicos da Austrália; e Lonchurinae, endêmicos principalmente da Ásia, conquanto algumas espécies também sejam encontradas na África. No hábitat, a dispersão das espécies oscila desde pequenas áreas em planaltos até ocorrência generalizada ao longo de savanas na África até o sul do deserto do Saara.

## Hábitat
O hábitat dos estrildídeos engloba savanas gramíneas e arbustivas, bosques e, para certas espécies, florestas úmidas, semi-desertos ou pântanos. Alguns habitam aos arredores de vilas e áreas cultivadas, inclusive nidificando dentro ou próximos aos edifícios. Os representantes cujo comportamento é mais agressivo territorialmente pertencem os gêneros africanos Ortygospiza e Paludipasser.

## Hábitos
Por serem endêmicos de regiões (sub)tropicais, os estrildídeos são tipicamente termofílicos e observações obtidas em aviários demonstram que a faixa de temperatural ideal para estes está entre 20 a 24 °C. Alimentam-se usualmente de sementes de gramíneas, entretanto alguns pertencentes aos gêneros Parmoptila e Nigrita são especializados em insetos e alguns outros ingerem pequenos artrópodes durante a estação reprodutiva. Devido ao hábito sedentário, dependem da existência de fontes de água superficial para a sobrevivência, pois bebem regularmente; deste modo, ao forragearem por alimento e água, realizam movimentos locais, cobrindo uma área de modo nômade. Esse fator restritivo é a causa de não serem capazes de se dispersarem à semelhança de outros pássaros verdadeiramente migratórios, entretanto detêm ainda uma capacidade limitada de dispersão.

## Filogenia

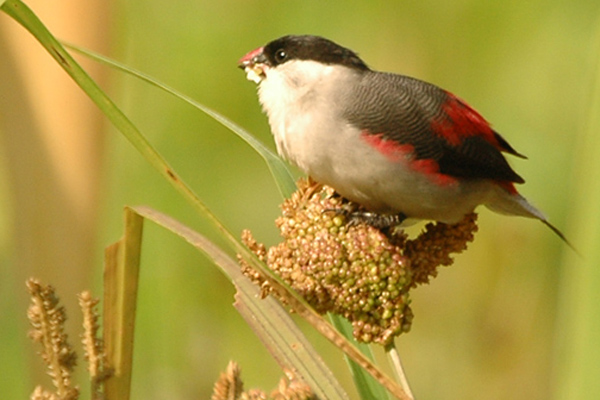
Estrilda nonnula

## Filogenia[7]
- subfamília Estrildinae
  - gênero Parmoptila
  - gênero Nigrita
  - gênero Nesocharis
  - gênero Pytilia
  - gênero Amadina
  - gênero Mandingoa
  - gênero Cryptospiza
  - gênero Pyrenestes
  - gênero Spermophaga
  - gênero Clytospiza
  - gênero Hypargos
  - gênero Euschistospiza
  - gênero Lagonosticta
  - gênero Uraeginthus
  - gênero Estrilda
  - gênero Amandava
  - gênero Ortygospiza

- subfamília Poephilinae
  - gênero Emblema
  - gênero Stagonopleura
  - gênero Oreostruthus
  - gênero Neochmia
  - gênero Poephila
  - gênero Taeniopygia

- subfamília Erythrurinae
  - gênero Erythrura

- subfamília Lonchurinae
  - gênero Lonchura
  - gênero Heteromunia

## Nomenclatura
Sugestões de nomenclatura em português para os Estrildídeos:
- Amandava formosa;  Bico de Lacre Verde
- Amandava amandava;  Bico de Lacre Vermelho
- Amandava subflava;  Bico de Lacre Zebrado
- Paludipasser locustella;  Bico de Lacre Gafanhoto
- Ortygospiza atricollis;  Estrilda Codorniz
- Amadina fasciata;  Estrilda Degolada
- Amadina erythrocephala;  Estrilda de Cabeça Vermelha
- Parmoptila woodhousei;  Pica-formiga de Garganta Ruiva
- Parmoptila rubrifrons;  Pica-formiga de Fronte Ruiva
- Parmoptila jamesoni;  Pica-formiga de Jameson
- Nigrita fusconotus;  Negrinha de Peito Branco
- Nigrita bicolor;  Negrinha de Peito Castanho
- Nigrita luteifrons;  Negrinha de Fronte Clara
- Nigrita canicapillus;  Negrinha de Cabeça Cinzenta
- Coccopygia bocagei;  Estrilda de Bochechas Pretas Angolana
- Coccopygia quartinia;  Estrilda de Barriga Amarela
- Coccopygia melanotis;  Estrilda de Bochechas Pretas
- Nesocharis capistrata;  Olivinha de Cabeça Cinzenta
- Nesocharis shelleyi;  Olivinha de Rabo Curto
- Nesocharis ansorgei;  Olivinha de Colar Branco
- Mandingoa nitidula;  Pintadinha Verde
- Cryptospiza shelleyi;  Asa Carmim de Bico Vermelho
- Cryptospiza jacksoni;  Asa Carmim Cinzenta
- Cryptospiza reichenovii;  Asa Carmim de Cara Vermelha
- Cryptospiza salvadorii;  Asa Carmim de Cabeça Oliva
- Estrilda erythronothos;  Estrilda de Cara Preta
- Estrilda perreini;  Estrilda de Rabo Preto
- Estrilda thomensis;  Estrilda Cinderela
- Estrilda caerulescens;  Estrilda Lavanda
- Estrilda paludicola;  Bico de Lacre de Peito Creme
- Estrilda melpoda;  Bico de Lacre de Bochechas Laranja
- Estrilda rhodopyga;  Estrilda de Sobre Carmim
- Estrilda rufibarba;  Estrilda Árabe
- Estrilda troglodytes;  Bico de Lacre de Sobre Preto
- Estrilda poliopareia;  Bico de Lacre de Olhos Creme
- Estrilda astrild;  Bico de Lacre
- Estrilda atricapilla;  Estrilda de Cabeça Preta
- Estrilda kandti;  Estrilda Montesa
- Estrilda nonnula;  Estrilda de Coroa Preta
- Pyrenestes minor;  Estrilda Bicuda Pequena
- Pyrenestes ostrinus;  Estrilda Bicuda de Barriga Preta
- Pyrenestes sanguineus;  Estrilda Bicuda Carmim
- Spermophaga poliogenys;  Estrilda Bicuda de Nuca Preta
- Spermophaga haematina;  Estrilda Bicuda de Cabeça Preta
- Spermophaga ruficapilla;  Estrilda Bicuda de Cabeça Vermelha
- Uraeginthus angolensis;  Azulinho Pardo
- Uraeginthus bengalus;  Azulinho de Bochechas Vermelhas
- Uraeginthus cyanocephalus;  Azulinho de Cabeça Azul
- Granatina granatina;  Granadeiro de Bochechas Violeta
- Granatina ianthinogaster;  Granadeiro Púrpura
- Pytilia melba;  Pitília Melba
- Pytilia afra;  Pitília de Asas Laranja
- Pytilia hypogrammica;  Pitília de Asas Amarelas
- Pytilia phoenicoptera;  Pitília de Asas Vermelhas
- Pytilia lineata;  Pitília Etíope
- Euschistospiza dybowskii;  Pintadinha de Cabeça Cinzenta
- Euschistospiza cinereovinacea;  Pintadinha Escura
- Hypargos margaritatus;  Pintadinha de Garganta Rosa
- Hypargos niveoguttatus;  Pintadinha de Garganta Vermelha
- Clytospiza monteiri;  Pintadinha Parda
- Lagonosticta larvata;  Amarante de Cara Preta
- Lagonosticta rara;  Amarante de Barriga Preta
- Lagonosticta senegala;  Amarante de Bico Vermelho
- Lagonosticta rufopicta;  Amarante de Peito Pintalgado
- Lagonosticta nitidula;  Amarante Pardo
- Lagonosticta rubricata;  Amarante Escuro
- Lagonosticta virata;  Amarante de Mali
- Lagonosticta sanguinodorsalis;  Amarante das Rochas
- Lagonosticta umbrinodorsalis;  Amarante do Chade
- Lagonosticta rhodopareia;  Amarante de Dorso Rosado
- Erythrura gouldiae;  Diamante de Gould
- Erythrura kleinschmidti;  Diamante de Bico Rosa
- Erythrura hyperythra;  Diamante de Peito Bege
- Erythrura prasina;  Diamante de Rabo Fino
- Erythrura viridifacies;  Diamante de Cara Verde
- Erythrura coloria;  Diamante de Mindanao
- Erythrura tricolor;  Diamante Tricolor
- Erythrura psittacea;  Diamante de Garganta Vermelha
- Erythrura cyaneovirens;  Diamante de Cabeça Vermelha
- Erythrura papuana;  Diamante Papua
- Erythrura trichroa;  Diamante de Cara Azul
- Heteromunia pectoralis;  Diamante de Peito Branco
- Emblema pictum;  Diamante Pintado
- Oreostruthus fuliginosus;  Rabo de Fogo Montês
- Stagonopleura guttata;  Rabo de Fogo Diamante
- Stagonopleura oculata;  Rabo de Fogo de Orelhas Vermelhas
- Stagonopleura bella;  Rabo de Fogo Formoso
- Neochmia phaeton;  Diamante Carmim
- Neochmia temporalis;  Diamante de Sobrancelhas Vermelhas
- Neochmia ruficauda;  Diamante Estrela
- Neochmia modesta;  Diamante de Cabeça Roxa
- Taeniopygia castanotis;  Mandarim Australiano
- Taeniopygia guttata;  Mandarim do Timor
- Taeniopygia bichenovii;  Mandarim Pálido
- Poephila personata;  Diamante Mascarado
- Poephila acuticauda;  Diamante de Rabo Longo
- Poephila cincta;  Diamante de Garganta Preta
- Lepidopygia nana;  Capuchinho Malgaxe
- Euodice cantans;  Capuchinho Bico de Prata Africano
- Euodice malabarica;  Capuchinho Bico de Prata Indiano
- Spermestes caniceps;  Capuchinho de Cabeça Cinzenta
- Spermestes cucullata;  Capuchinho de Bronze
- Spermestes fringilloides;  Capuchinho Gigante
- Spermestes bicolor;  Capuchinho Bicolor
- Lonchura oryzivora;  Capuchinho do Arrozal Cinzento
- Lonchura fuscata;  Capuchinho do Arrozal Pardo
- Lonchura tristissima;  Capuchinho de Cabeça Listrada
- Lonchura punctulata;  Capuchinho-Dominó
- Lonchura kelaarti;  Capuchinho de Garganta Preta
- Lonchura molucca;  Capuchinho de Cara Preta
- Lonchura striata;  Capuchinho de Sobre Branco
- Lonchura fuscans;  Capuchinho Escuro
- Lonchura leucogastra;  Capuchinho de Barriga Branca
- Lonchura leucogastroides;  Capuchinho Javanês
- Lonchura malacca;  Capuchinho Tricolor
- Lonchura atricapilla;  Capuchinho Castanho
- Lonchura ferruginosa;  Capuchinho de Capuz Branco
- Lonchura maja;  Capuchinho de Cabeça Branca
- Lonchura pallida;  Capuchinho de Cabeça Pálida
- Lonchura vana;  Capuchinho das Arfak
- Lonchura monticola;  Capuchinho Alpino
- Lonchura montana;  Capuchinho Montês
- Lonchura castaneothorax;  Capuchinho de Peito Castanho
- Lonchura flaviprymna;  Capuchinho de Sobre Amarelo
- Lonchura quinticolor;  Capuchinho Multicor
- Lonchura nevermanni;  Capuchinho de Coroa Cinzenta
- Lonchura teerinki;  Capuchinho de Peito Preto
- Lonchura stygia;  Capuchinho Preto
- Lonchura spectabilis;  Capuchinho Vistoso
- Lonchura caniceps;  Capuchinho Cinzento
- Lonchura grandis;  Capuchinho Grande
- Lonchura melaena;  Capuchinho Bicudo
- Lonchura forbesi;  Capuchinho da Nova Irlanda
- Lonchura hunsteini;  Capuchinho de Capuz Malhado